# Campagne du Somaliland
Partage de l'Afrique et Première Guerre mondiale
La campagne du Somaliland, également appelée guerre anglo-somalienne ou guerre des derviches, est une série d'expéditions militaires s'étant déroulée entre 1900 et 1920 dans le Somaliland moderne. Les Britanniques sont aidés dans leurs offensives par les Éthiopiens et les Italiens. Pendant la Première Guerre mondiale (1914-1918), Hassan reçoit un soutien symbolique pendant un certain temps, de l'empereur éthiopien Lidj Iyassou. Il reçoit également une lettre de soutien des Ottomans bien qu'interceptée par des agents italiens à Aden. Le conflit s'achève lorsque les Britanniques bombardent par voie aérienne la capitale des derviches de Taleh en février 1920.

## Contexte

### Somaliland britannique
Bien que faisant théoriquement partie de l'Empire ottoman, le Yémen et le sahil (y compris Zeila) passèrent progressivement sous le contrôle de Muhammad Ali, souverain d'Égypte, entre 1821 et 1841. Après le retrait des Égyptiens de la côte yéménite en 1841, Haj Ali Shermerki, un marchand somalien prospère et ambitieux, leur acheta les droits exécutifs sur Zeila. Le poste de gouverneur de Shermerki eut un effet instantané sur la ville, car il manœuvra pour monopoliser autant que possible le commerce régional, avec ses vues aussi loin que Harar et l'Ogaden. Shermerki fut ensuite remplacé comme gouverneur de Zeila par Abu Bakr Pacha, un homme d'État local Afar.
En 1874-1875, les Égyptiens obtiennent un firman des Ottomans par lequel ils acquièrent des revendications sur la ville. Dans le même temps, les Égyptiens reçoivent la reconnaissance britannique de leur juridiction nominale aussi loin à l'est que le cap Guardafui. Dans la pratique, cependant, l'Égypte avait peu d'autorité sur l'intérieur et leur période de règne sur la côte fut brève, ne durant que quelques années (1870-1884).
Le protectorat du Somalie britannique est ensuite établi à la fin des années 1880 après la signature d'une série de traités de protection par les autorités somaliennes, accordant aux Britanniques l'accès à leurs territoires sur la côte nord-ouest. Parmi les signataires somaliens figurent les Gadabuursi (1884), Habar Awal (1884 et 1886), et Warsangali.
Lorsque la garnison égyptienne de Harar est finalement évacuée en 1885, Zeila est prise dans la compétition entre les Français basés à Tadjourah et les Britanniques pour le contrôle du littoral stratégique du golfe d'Aden. À la fin de 1885, les deux puissances sont au bord du conflit armé, mais suivent le chemin de la négociation. Le 1er février 1888, ils signent une convention définissant la frontière entre le Somaliland français et le Somaliland britannique.

### Somalie italienne

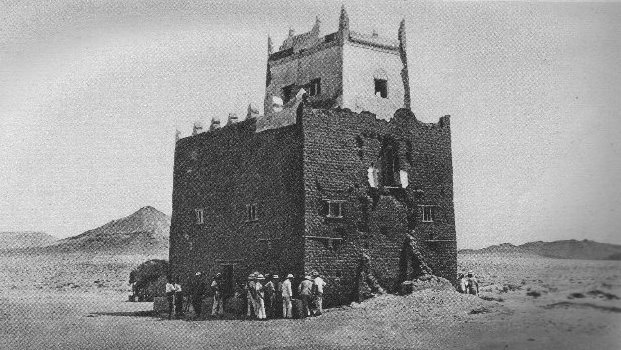
L'un des forts du sultanat de Majeerteen à Hafun.

Le sultanat de Majeerteen dans la partie nord-est des territoires somaliens est établi au milieu du XVIIIe siècle et prend de l'importance au siècle suivant, sous le règne de l'ingénieux Boqor (roi) Osman Mahamuud (en).
Fin décembre 1888, Yusuf Ali Kenadid, le fondateur et premier dirigeant du sultanat d'Hobyo, demande la protection italienne, un traité à cet effet sera signé en février 1889, faisant d'Hobyo un protectorat italien. En avril, l'oncle et rival de Yusuf, Boqor Osman, demande un protectorat aux Italiens et l'obtient. Boqor Osman et le sultan Kenadid avaient tous deux conclu les traités de protectorat pour faire avancer leurs propres objectifs expansionnistes, le sultan Kenadid cherchant à utiliser le soutien de l'Italie dans sa lutte de pouvoir en cours avec Boqor Osman sur le sultanat de Majeerteen, ainsi que dans un conflit séparé avec le sultan de Zanzibar sur une zone au nord de Warsheikh. En signant les accords, les dirigeants espéraient également exploiter les objectifs rivaux des puissances impériales européennes afin d'assurer plus efficacement le maintien de l'indépendance de leurs territoires. Les termes de chaque traité précisaient que l'Italie devait éviter toute ingérence dans les administrations respectives des sultanats.
En échange d'armes italiennes et d'une subvention annuelle, les sultans concèdent un minimum de surveillance et de concessions économiques. Les Italiens acceptent également d'envoyer quelques ambassadeurs pour promouvoir à la fois les intérêts des sultanats et leurs propres intérêts. Les nouveaux protectorats sont ensuite gérés par Vincenzo Filonardi (en) à travers une société à charte. Un protocole frontalier anglo-italien est signé plus tard le 5 mai 1894, suivi d'un accord en 1906 entre le cavalier Pestalozza et le général Swaine reconnaissant que la ville de Buraan relevait de l'administration du sultanat de Majeerteen.

## Campagnes

### 1900–02
La première campagne offensive fut menée par le Haroun (siège des derviches) contre le campement éthiopien de Jijiga en mars 1900. Le général éthiopien Gerazmatch Bante aurait repoussé l'attaque et infligé de lourdes pertes aux derviches, bien que le vice-consul britannique à Harar ait affirmé que les Éthiopiens (par peur) avaient armé des enfants avec des fusils pour gonfler la taille de leurs forces. Le Haroun prirent le contrôle de l'Ogaden et attaquèrent les clans non-derviches Qadariyya pour leurs chameaux et leurs armes.
En 1901, les Britanniques se joignent aux Éthiopiens et attaquent les Derviches avec une force de 17 000 hommes. Le Haroun est conduit à travers la frontière dans le sultanat de Majeerteen, incorporé dans le protectorat italien. Les Éthiopiens échouent à s'emparer de l'ouest de l'Ogaden et les Britanniques sont finalement contraints de battre en retraite, n'ayant atteint aucun de leurs objectifs. Dans cette campagne, « les frontières ont été ignorées à la fois par les Britanniques et les Somaliens ».
Le lieutenant-colonel Alexander Cobbe (en) du 1er bataillon (Afrique centrale), des King's African Rifles, reçoit la Croix de Victoria pour son action à Erego, le 6 octobre 1902.

### Février-juin 1903

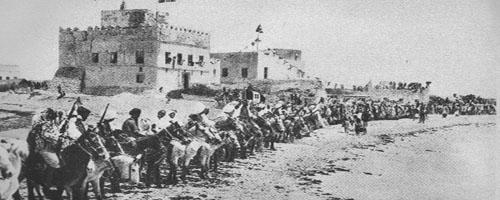
Cavalerie et fort appartenant au Sultanat d'Hobyo.

Les Britanniques deviennent convaincus qu'une assistance italienne est nécessaire, mais les souvenirs de la désastreuse bataille d'Adowa inhibent toute ferveur pour une action dans la Corne de l'Afrique. En 1903, le ministère italien des Affaires étrangères autorise les Britanniques à débarquer des forces à Hobyo (Obbia). Un commandant de la marine italienne au large d'Hobyo craignait « que l'expédition ne se termine par un fiasco ; le Mad Mullah deviendra un mythe pour les Britanniques, qui ne le rencontreront jamais, et une grave inquiétude pour... notre sphère d'influence ».
La relation entre le sultanat d'Hobyo et l'Italie se détériore lorsque le sultan Kenadid refuse la proposition des Italiens d'autoriser les troupes britanniques à débarquer dans son sultanat afin qu'elles puissent ensuite poursuivre leur bataille contre les forces derviches de Diiriye Guure,. Considéré comme trop menaçant par les Italiens, Kenadid est d'abord exilé dans le protectorat d'Aden sous contrôle britannique, puis en Érythrée italienne, tout comme son fils Ali Yusuf, l'héritier présomptif de son trône. En mai, le ministère britannique des Affaires étrangères s'est rendu compte de l'erreur et a fait nommer le fils de Kenadid régent, juste à temps pour prévenir une attaque à Mudug par l'armée du sultan.
L'expédition se solde par un échec peu de temps après. Le Haroun anéantit un détachement britannique près de Gumburru, tandis qu'un autre (opérant à Daratoleh) est forcé de retourner à la base. Pour avoir tenté de sauver un collègue officier pendant le retrait des combats, trois officiers John Gough, George Rolland, William George Walker reçoivent la Croix de Victoria. Avec 1 200 à 1 500 fusils, 4 000 poneys et quelques lanciers, il occupa la vallée de Nugaal depuis Halin dans le protectorat britannique à Ilig (ou Illig) sur la côte tenue par l'Italie. La principale force britannique près de Galad (Galadi), sous le commandement du général William Manning, se retira vers le nord le long de la ligne Bohotleh - Burao - Sheekh. Cette « ligne anciennement établie » avait déjà été violée par le Haroun lorsqu'ils ont envahi le Nugal. Fin juin, le retrait était complet.

### Janvier-mai 1904

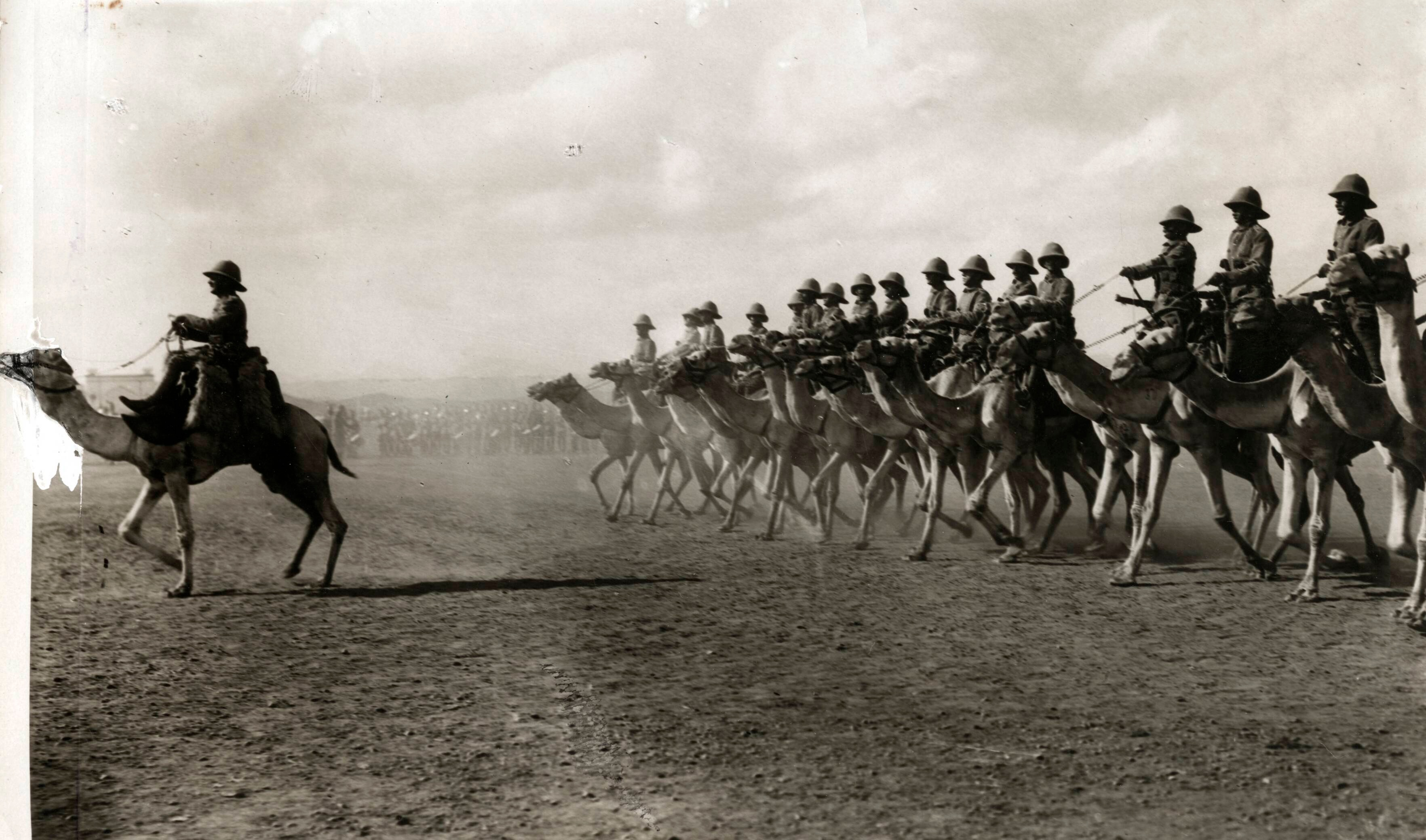
Cavalerie de chameaux britanniques en 1913, entre Berbera et Odweyne, dans le Somaliland britannique.

Après l'échec de l'offensive du général Manning, le général Charles Egerton se voit confier une riposte. Après de longs préparatifs, il réunit son armée de campagne à Bacaadweeyn (Badwein) le 9 janvier 1904 et battit le Haroun à Jidballi le lendemain. Les Britanniques et leurs alliés d'Hobyo harcèlent le Haroun tout au long de leur retraite et perdent un nombre important de chameaux et de bétail tout au long du mois de février.
Début mars, la deuxième phase des opérations débutent. Les Éthiopiens avancent jusqu'à Gerlogubi mais rebroussent chemin début avril. La marine italienne bombarde Ilig en hiver, sans effet. Le 16 avril, trois navires de la East Indies Station sous le commandement du contre-amiral George Atkinson-Willes (en) quittent Berbera en prévoyant de capturer Ilig en coopération avec une avance terrestre. L'attaque d'Ilig a lieu le 21 avril. Un détachement de la Royal Naval, renforcé par trois compagnies du Royal Hampshire Regiment, prend d'assaut et s'empare des forts d'Illig, les canons des navires soutenant l'attaque. Les Britanniques perdent 3 hommes et 11 autres sont blessés. Les Derviches comptent 58 tués et 14 blessés. Le détachement naval reste à terre pendant quatre jours, assisté d'un détachement naval italien déployé le 22 avril. Le contrôle d'Ilig est finalement cédé à Ali Yusuf. Après avoir vaincu ses forces sur le terrain et forcé sa retraite, les Britanniques « ont offert au mollah un sauf-conduit pour un exil permanent à La Mecque » ; le Haroun ne répondit pas.

### 1920
Après la fin de la Première Guerre mondiale, les troupes britanniques ont de nouveau porté leur attention sur les troubles au Somaliland britannique. Les derviches avaient déjà vaincu les forces britanniques lors de la bataille de Dul Madoba en 1913. Quatre expéditions britanniques ultérieures contre Diiriye Guure et ses soldats avaient également échoué.
En 1920, les forces britanniques lancent une dernière campagne contre les Dervishes de Diiriye Guure. Bien que la majorité des combats eut lieu en janvier de l'année, les troupes britanniques avaient commencé les préparatifs de l'assaut dès novembre 1919. Les forces britanniques étaient dirigées par la Royal Air Force et la composante terrestre comprenait le Somaliland Camel Corps. Après trois semaines de bataille, les Derviches ont finalement été vaincus, mettant un terme effectif à leur résistance de 20 ans.

### Lectures complémentaires
- Clifford, E. H. M. (1936). "The British Somaliland–Ethiopia Boundary." The Geographical Journal 87 (4): 289–302.
- Cunliffe-Owen, Frederick. (1905). "The Somaliland Operations: June, 1903, to May, 1904." Royal United Service Institution Journal 49 (1): 169–83.
- Galbraith, John S. (1970). "Italy, the British East Africa Company, and the Benadir Coast, 1888–1893." The Journal of Modern History 42 (4): 549–63.
- Gray, Randal. (1970). "Bombing the ‘Mad Mullah’ – 1920." Royal United Service Institution Journal 25 (4): 41–47.
- Hess, Robert L. (1964). "The ‘Mad Mullah’ and Northern Somalia." The Journal of African History 5 (3): 415–33.
- Lane, Paul G. (June 2020). "The capture of the forts at Illig from the Mad Mullah, 21 April 1904." Orders & Medals Research Society Journal 59 (2): 152–156.
- Latham Brown, D. J. (1956). "The Ethiopia–Somaliland Frontier Dispute." The International and Comparative Law Quarterly 5 (2): 245–64.
- Ravenstein, E. G. (1894). "The Recent Territorial Arrangements in Africa." The Geographical Journal 4 (1): 54–58.